# Юрловский сельсовет
Юрловский сельсовет — сельское поселение в Никифоровском районе Тамбовской области Российской Федерации.
Административный центр — село Юрловка.

## История
Статус и границы сельского поселения установлены Законом Тамбовской области от 17 сентября 2004 года № 232-З «Об установлении границ и определении места нахождения представительных органов муниципальных образований в Тамбовской области»

## Население
| 2010  | 2012  | 2013  | 2014  | 2015  | 2016  | 2017  |
| ----- | ----- | ----- | ----- | ----- | ----- | ----- |
| 1438  | ↗2105 | ↘2056 | ↘1959 | ↘1912 | ↘1823 | ↘1774 |
| 2018  | 2019  | 2020  | 2021  |       |       |       |
| ↘1725 | ↘1673 | ↘1632 | ↘1584 |       |       |       |

## Состав сельского поселения
| №  | Населённый пункт | Тип населённого пункта       | Население |
| -- | ---------------- | ---------------------------- | --------- |
| 1  | Голицыно         | село                         | ↘336      |
| 2  | Дмитриевка       | село                         | ↘290      |
| 3  | Лебедево         | село                         | 22        |
| 4  | Летуновка        | село                         | 14        |
| 5  | Луговая          | деревня                      | 38        |
| 6  | Любезная         | деревня                      | ↘114      |
| 7  | Марьевка         | деревня                      | 44        |
| 8  | Мацнево          | село                         | 6         |
| 9  | Моховое          | деревня                      | 17        |
| 10 | Никольское       | село                         | ↘140      |
| 11 | Новая Деревня    | деревня                      | 20        |
| 12 | Новосёлки        | деревня                      | 26        |
| 13 | Петровская       | деревня                      | 25        |
| 14 | Поповка          | деревня                      | 1         |
| 15 | Приют            | деревня                      | 0         |
| 16 | Приятная         | деревня                      | 14        |
| 17 | Спицыно          | деревня                      | ↘100      |
| 18 | Туровка          | село                         | ↘381      |
| 19 | Юрловка          | село, административный центр | ↘646      |